# Sedlo (Šumavské podhůří)
Sedlo är ett berg i Tjeckien.   Det ligger i regionen Plzeň, i den sydvästra delen av landet, 120 km sydväst om huvudstaden Prag. Toppen på Sedlo är 902 meter över havet.